# Мілево-Мальонкі
Мілево-Мальонкі (пол. Milewo-Malonki) — село в Польщі, у гміні Карнево Маковського повіту Мазовецького воєводства.
Населення — 22 особи (2011).
У 1975-1998 роках село належало до Цехановського воєводства.

## Демографія
Демографічна структура станом на 31 березня 2011 року:
|          | Загалом | Допрацездатний вік | Працездатний вік | Постпрацездатний вік |
| -------- | ------- | ------------------ | ---------------- | -------------------- |
| Чоловіки | 12      | 3                  | 9                | 0                    |
| Жінки    | 10      | 0                  | 8                | 2                    |
| Разом    | 22      | 3                  | 17               | 2                    |